# Caledoamblymora
Caledoamblymora is een kevergeslacht uit de familie van de boktorren (Cerambycidae). De wetenschappelijke naam van het geslacht werd voor het eerst geldig gepubliceerd in 2013 door Sudre & Mille.

## Soorten
Caledoamblymora is monotypisch en omvat slechts de volgende soort:
- Caledoamblymora vivesi Sudre & Mille, 2013